# Tmesisternus opalescens
Tmesisternus opalescens là một loài bọ cánh cứng trong họ Cerambycidae.